# Montagnac-d’Auberoche
Montagnac-d’Auberoche – miejscowość i gmina we Francji, w regionie Nowa Akwitania, w departamencie Dordogne.
Według danych na rok 1990 gminę zamieszkiwało 111 osób, a gęstość zaludnienia wynosiła 11 osób/km² (wśród 2290 gmin Akwitanii Montagnac-d’Auberoche plasuje się na 1065. miejscu pod względem liczby ludności, natomiast pod względem powierzchni na miejscu 1055.).